# Dactylorhiza genevensis
Dactylorhiza genevensis är en orkidéart som först beskrevs av Johannes Christoph Klinge och Schulze, och fick sitt nu gällande namn av Károly Rezsö Soó von Bere. Dactylorhiza genevensis ingår i Handnyckelsläktet som ingår i familjen orkidéer. Inga underarter finns listade i Catalogue of Life.